# Autodesk Animator
Autodesk Animator byl program pro tvorbu dvourozměrných obrázků a počítačových animací.
V době svého vydání byl považován za revoluční nástroj. Dočkal se dvou dalších pokračování, přesto byl jeho vývoj Autodeskem zastaven.

## Verze
| Verze           | Operační systém | Datum vydání  | Inovace                            |
| --------------- | --------------- | ------------- | ---------------------------------- |
| Animator        | DOS             | říjen 1989    | 320×200 pixelů, 256 barev          |
| Animator Pro    | DOS             | červenec 1991 | všechna rozlišení a barvy pod VESA |
| Animator Studio | Windows         | 1995          | přepis (fork) pro Windows 95       |

## Autodesk Animator
První verze byla vydána v říjnu 1989 týmem Yost Group, „na objednávku“ firmy Autodesk, která vývoj zaštítila. Program byl napsán v jazyku Turbo C a běžel pod operačním systémem MS-DOS.

### Prostředí a ovládání
Pracoval v grafickém módu VGA 13h s rozlišením 320×200 bodů a 256 barvách. Ovládal se primárně myší a měl na svou dobu komfortní grafické uživatelské rozhraní, podobné Windows – jednotlivé agendy měl přehledně rozdělené v dialogových oknech, přístupných z roletového menu v horní části obrazovky a nástrojové menu vespodu, zobrazení obou z nichž se dalo vypínat a přecházet tak do celoobrazovkového režimu, popř. do dvojnásobného nebo čtyřnásobného zvětšení (zoom mode).
Autodesk Animator měl několik dialogových oken, které zapouzdřovaly jednotlivé agendy nebo aspekty tvorby – mezi jinými například:
- operace s framy a časovou osou
- paleta, ve které šlo do 256 barevných atributů namíchat libovolné barvy i pracovat s jejich úseky
- výběr kreslícího nástroje
- výběr kreslícího režimu (efektu)
- „optické vlastnosti“
- diskové operace (pro celou animaci, jednotlivý frame, paletu, …)
- nastavení u každého netriviálního nástroje a efektu

### Práce v Autodesk Animatoru
Autodesk Animator umožnil uživateli kontrolu nad každým okénkem (frame) animace, mezi nimiž mohl libovolně listovat – pomocí časové osy v nástrojové liště – ta zobrazovala číslo aktuálního okénka animace, vybraný kreslící nástroj, režim kreslení (efekt), úsek barev z barevné palety, který si uživatel mohl označit a pak z něj přepínat jednotlivé barvy, kterými chce kreslit; a několik dalších informací.
Vytvářená animace šla kdykoli od aktuálního okna přehrát a kdekoli zastavit, popřípadě dolistovat po jednotlivých okénkách.

### Sprajty
Program umožňoval kdykoli si myší označit obdélníkovou výseč kdekoli v aktuálním okénku a to tak nakopírovat (jako sprajt) do schránky. Její obsah pak šel kdykoli později vypustit ven a opět myší určit přesnou polohu.
Důležitý byl mód v nástrojové liště označený písmenem K – když byl zapnutý, fungovala barva (barevný atribut) číslo 0 jako průhledné pozadí. Pokud sprajt obsahoval tuto barvu, při jeho vložení nedošlo ke smazání pozadí.
Krom toho uměl Autodesk Animator sprajty vložit zvětšené či zmenšené (i když bez interpolace) nebo otočené o stanovený úhel (ten si uživatel určil pomocí myší a při tom všem výsledek přímo viděl (WYSIWYG), což bylo na svou dobu nevídané).

### Formáty
- Pro uložení animací Autodesk Animator definoval vlastní formát, FLIC (přípona .fli či později .flc).
- Jednotlivá okénka umožňoval ukládat ve formátu GIF89a (v rozlišení 320×200, 256 barev) a všechny tyto parametry vyžadoval i pro import.
- Umožňoval i práci s průhlednými vrstvami ve formátu .cel (z Amigy)
- Paletu ukládal a načítal v jednoduchém formátu .pal (RGB složky každého z 256 barevných atributů)

## Autodesk Animator Pro
Druhá verze Autodesk Animatoru s přídomkem Pro zavedla dvě zásadní změny:
- umožnila práci i jiných grafických režimech než 320×200 bodů a 256 barev – program šel spustit s přepínačem příkazové řádky, který inicioval přepnutí některého z grafických režimů podporovaných standardem VESA
- umožnil libovolnou velikost (rozlišení) animace v rámci maximálních rozměrů daného grafického režimu
- pro animace v jiných rozlišeních nebo s jiným počtem barev definoval nový formát (respektive novou verzi formátu FLIC) – s příponou .flc.